# Іванов Володимир Іванович (партійний діяч)
Володимир Іванович Іванов (11 (23) березня 1893 , Тула, Тульська губернія, Російська імперія  — 15 березня 1938 , Московська область ) — радянський партійний і державний діяч, 1-й секретар ЦК КП(б) Узбекистану (1924—1927), 1-й секретар Північного крайового комітету ВКП(б) (1931—1937), народний комісар лісової промисловості СРСР (1936—1937). Член Центральної контрольної комісії РКП(б) та кандидат у члени Президії ЦКК РКП(б) (1924—1925). Кандидат у члени ЦК ВКП(б) (1925—1934). Член ЦК ВКП(б) (1934—1937).

## Біографія
Народився 23 березня 1893 року в місті Тулі в родині кресляра. У 1912 році закінчив казенну чоловічу гімназію у місті Тулі.
У 1912—1918 роках — студент медичного факультету Московського університету. Декілька разів виключався з університету (1912, 1916 роки), потім поновлювався.
Член РСДРП з жовтня 1915 року, більшовик.
У 1916 році був заарештований на нараді делегатів студентських організацій, але незабаром звільнений.
У березні — серпні 1917 року — секретар Хамовницького районного комітету РСДРП(б) в Москві. У серпні 1917 — серпні 1918 року — секретар Басманного районного комітету РСДРП(б) в Москві. Під час жовтневого перевороту 1917 року — член Військово-революційного комітету та штабу Червоної гвардії Басманного району міста Москви.
У серпні — жовтні 1918 року — голова Камишинської повітової і прифронтової Надзвичайної комісії. У жовтні 1918 — лютому 1919 року — голова виконавчого комітету Камишинському повітової ради Саратовської губернії.
У лютому 1919 — грудні 1920 року — відповідальний організатор Басманного районного комітету РКП(б) міста Москви.
У січні — липні 1921 року — відповідальний секретар Ярославського губернського комітету РКП(б).
У липні 1921 — квітні 1924 року — заступник завідувача, завідувач організаційного відділу Московського комітету РКП(б).
У квітні — вересні 1924 року — голова Московської контрольної комісії РКП(б) — завідувач Московської робітничо-селянської інспекції.
У вересні — листопаді 1924 року — завідувач пропагандистської групи ЦК ВКП(б) в Юзівці на Донбасі.
5 листопада 1924 — 6 лютого 1925 року — 1-й секретар Тимчасового організаційного бюро КП(б) Узбекистану, член Революційного комітету Узбецької РСР. 12 лютого 1925 — 21 вересня 1927 року — 1-й секретар ЦК КП(б) Узбекистану в місті Самарканді.
У серпні 1927 — квітні 1931 року — 2-й секретар Північно-Кавказького крайового комітету ВКП(б).
27 березня 1931 — 5 лютого 1937 року — 1-й секретар Північного крайового комітету ВКП(б).
1 жовтня 1936 — 31 жовтня 1937 року —  народний комісар лісової промисловості СРСР.
1 листопада 1937 року був заарештований органами НКВС СРСР і звинувачений у справі «Антирадянського правотроцькістського блоку». Визнав себе винним в організації у 1928 році куркульських повстань на Кавказі, шкідництві, диверсіях і зраді Батьківщині. 13 березня 1938 року засуджений до вищої міри покарання. Розстріляний 15 березня 1938 року, похований на полігоні Комунарка у Московській області. Посмертно реабілітований 15 червня 1959 року.